# Ayu Utami
Ayu Utami   (Bogor, 21 de novembre de 1968) és una escriptora i periodista indonèsia, que va publicar Saman, una obra de certa importància.
Nasqué a Java Occidental en una família catòlica i a Jakarta va estudiar filologia russa en la Universitat d'Indonèsia. Començà més tard a publicar. Ha treballat com a periodista en revistes com ara Humor, Matra, Forum Keadilan o D&R i ha treballat per a la ràdio.(1)

## Obres
- Saman, 1998
- Larung, 2002
- Si Parasit Lajang, 2003